# La Hormiga de Oro
La Hormiga de Oro fue una revista española editada en Barcelona entre 1884 y 1936, escrita en castellano.

## Historia
Editada en Barcelona, comenzó a publicarse en 1884. Su fundador fue Luis María de Llauder y era de ideología católica y carlista. Estaba escrita en castellano.

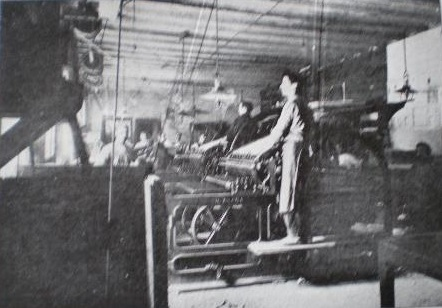
Sala de máquinas en la imprenta de La Hormiga de Oro (1902).

Según Hibbs-Lissorgues, la revista «presenta[ba] grabados variados y de calidad muy cuidada». La Hormiga de Oro surgió como una alternativa católica a la prensa ilustrada de la época. Una de las preocupaciones de la revista fue el «peligro masónico», así como denunciar a «católicos tibios». Durante la dirección de Llauder, también fueron habituales las temáticas antisemitas. En 1896 La Hormiga de Oro editó la obra La Europa judía, del propio Llauder (bajo el seudónimo de «Tanyeman») y en 1900 una traducción de Alphonse Kannengieser (católico alsaciano antijudío) de Modesto Hernández Villaescusa.
Tras morir Llauder en 1902, estuvo dirigida hasta 1921 por Sebastián J. Carner.
En la revista intervinieron ilustradores como Joaquín Xaudaró (1872-1933) o Paciano Ross (-1916) y grabadores como Ramón Ribas (1850-1924) o Celestino Sadurní y Deop (1830-1896).
La publicación formaba parte de una empresa homónima, que reunía además de a la propia revista, una librería (que estuvo abierta hasta 2015) y una imprenta. Cesó su publicación en 1936, tras el estallido de la guerra civil española. Su último director, Luis Carlos Viada y Lluch, murió tras ser apaleado por milicianos.

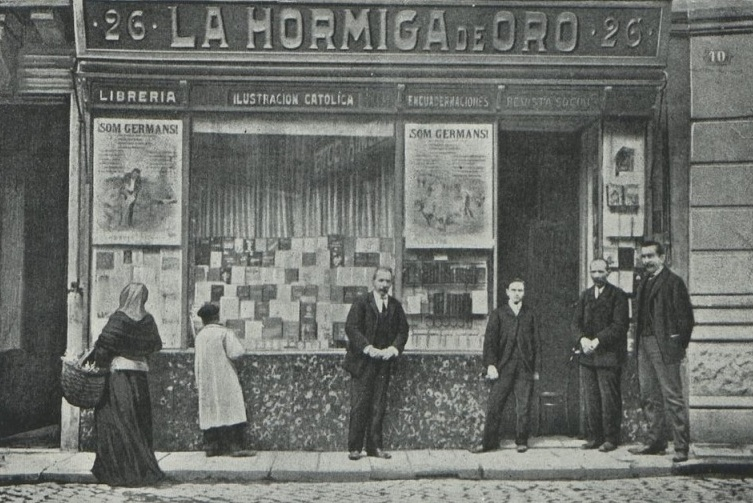
La librería La Hormiga de Oro en la avenida Puerta del Ángel (Barcelona)